# Armatobalanus cepa
Armatobalanus cepa is een zeepokkensoort uit de familie van de Archaeobalanidae. De wetenschappelijke naam van de soort is voor het eerst geldig gepubliceerd in 1854 door Charles Darwin. Darwin gaf Japan op als herkomst en beschreef specimens vastgehecht op een koraal (Isis) en op een oester.